# Шеститактий двигун
Шеститактний двигун — тип двигуна внутрішнього згоряння, для якого за основу взято чотиритактний двигун, в якому повний цикл роботи відбувається за шість рухів поршня. До шеститактних двигунів відносять також двигун типу M4 + 2, що має два поршня, в якому за повний робочий цикл один поршень здійснює 4 руху, а другий - 2.  Термін шеститактний двигун застосовується до ряду альтернативних конструкцій двигунів внутрішнього згоряння, які намагаються вдосконалити традиційні двотактні та чотиритактні двигуни. Переваги можуть включати підвищену економію палива, зменшену механічну складність та / або зменшення викидів. Ці двигуни можна розділити на дві групи залежно від кількості поршнів, що сприяють шести тактам.

## Двигун з двома циклами робочого ходу
Двигун такого типу перші 4 такти працює за циклом Отто або Дизеля, а потім в циліндр подається охолоджене повітря або вода. За рахунок розширення повітря або випаровування води відбувається додаткове охолодження стінок циліндра та зниження теплових втрат двигуна. В цьому випадку є два робочих хода - один з паливом, а інший з парою або повітрям. До цього класу двигунів відносяться: двигун Баюласа (англ. Bajulaz створений швейцарською компанією Баюлас; двигун Кроуера, винайдений Брюсом Кроуером (англ. Bruce Crower з США; і шеститактний двигун Велозета (англ. Velozeta розроблений у 2005 році командою студентів з інженерного коледжа в Тируванантапурамі в Індії.

## M4 + 2

Анімація робочого циклу двигуна M4 + 2

Двигуни M4 + 2 мають багато спільного з двигунами Beare-head, що містять два протилежно розташованих поршня в одному циліндрі. Один з поршнів рухається з частотою, яка дорівнює половині частоти іншого поршня. Така конструкція дозволяє відмовитися від клапанного механізму, замінивши його продувними і випускними вікнами, а також досягти значною мірою стиснення. До таких двигунів відносяться двигун Бір Хед (англ. Beare Head винайдений австралійцем Малькольмом Біром (англ. Malcolm Beare і Німецький зарядний насос (англ. German Charge pump винайдений Гельмутом Котманном (англ. Helmut Kottmann

## Двигун Гріффіна
У 1883 році інженер Семюел Гріффін (англ. Samuel Griffin був авторитетним творцем парових і газових двигунів. Він хотів виробляти двигуни внутрішнього згоряння, але без ліцензійних відрахувань за патенти Отто. Він знайшов вихід в тому, щоб «запатентувати ковзний клапан» і виробляти шеститактний двигун одноразової дії, із його використанням. Основним ринком для двигуна "Гріффін" було виробництво електроенергії.Його велика, важка конструкція не підходила  для мобільного використання, але вона могла працювати на  важких та дешевих сорти нафти. Ключовим принципом "Гріффін Сімплекс" був нагрітий зовнішній випарник з вихлопною сорочкою, в який вприскувалось паливо. Температуру підтримували близько 550°F (288°C), достатню для фізичного випаровування масла, але не для його хімічного розщеплення. Ця фракційна дистиляція підтримувала використання важкого нафтового палива, смоли, що відокремлюються у випарнику. Гріффін припинив свою діяльність в 1923 році. залишилось лише два відомі приклади шеститактних двигунів Гріффіна. Один - у музеї двигунів Ансона. Інший був побудований в 1885 році і кілька років знаходився в Бірмінгемському музеї науки і техніки, але в 2007 році він повернувся до Бата в музею. 
В 1886 році шотландський виробник паровозів Dick, Kerr & Co прийшов до висновку про майбутнє великих двигунів, що працюють на пальному з нафти, і отримав ліцензію на патенти Гріффіна. Ці двигуни продавалися під маркою «Кілмарнок» (англ. "Kilmarnock". Основним  ринком збуту  двигунів Гріффіна була сфера виробництва електроенергії. Ці великі важкі двигуни не комплектувалися для мобільного використання, але вони могли працювати на більш важких і дешевих видах нафтового палива.
Ключовим елементом «Симплексу Гріффіна» була розташована зовні камера з випаровунням (дистилятор). У ній підтримувалася температура 288°C - достатня для випарювання нафти, але не для її хімічного розкладання. Такий поділ на фракції дозволяв використовувати важке нафтове паливо, при цьому невикористаний дьоготь і бітум відділялися в дистиляторі.

#### Шеститактний двигун Дайєра
Леонард Дайєр винайшов шеститактний двигун з уприскуванням води з внутрішнім згорянням у 1915 році, дуже схожий на конструкцію Кроуера. 
Особливості шеститактного двигуна Даєра:
- Система охолодження не потрібна
- Покращує  витрати палива двигуна
- Потрібен запас чистої води, щоб виступає середовищем для другого енергетичного удару.
- Витягує додаткову потужність із розширення пари.